# Heinrich Proch
Heinrich Proch (Viena, 22 de juliol, 1809 - Idem. 18 de desembre, 1878), va ser un violinista, compositor i director d'orquestra austríac.

## Biografia
A Wiener Neustadt, on el seu pare era advocat estatal des de 1819, Proch va rebre classes de violí del violinista de la ciutat Smolleck i del violinista Joseph Benesch, així com classes de continu i composició d'Anton Herzog, director de l'escola secundària local i registrador de la parròquia, i la nova església del monestir. De 1828 a 1832 Proch va estudiar dret a la Universitat de Viena i es va formar com a violinista. Després va treballar per al magistrat de Viena. De 1834 a 1867 va ser membre de l'Orquestra de Música de la Cort de Viena. També va ser director del "Theater in der Josefstadt" de 1837 a 1840.
El 1840 va rebre el càrrec de primer director al "Theater am Kärntnertor" (més tard l'Òpera de la Cort). Va ocupar aquest càrrec fins a la seva jubilació el 1870. Entre els seus alumnes hi havia artistes com A. Materna, Dustmann-Meyer, T. Tietjens i M. Peschka. La seva filla Louise Proch es va fer coneguda com a cantant i actriu.
El 1899, la Prochstrasse de Viena-Penzing (districte 14) va rebre el seu nom.

## Treballs
Proch va compondre una òpera (Ring and Mask'), tres operetes, música incidental, peces orquestrals i obres de música de cambra, així com més de dues-centes cançons.
òpera

- Ring and Mask, 1844

Operetes

- Die Blutrache,, 1846
- Zweiter und dritter Stock, 1847
- Der gefährliche Sprung, 1848

Obres vocals més petites

Proch també va deixar enrere diversos números en solitari. Hi ha un enregistrament virtuós del seu "Thema und Variationen" (op. 164) per a soprano de coloratura amb Ingeborg Hallstein i l'Orquestra Simfònica de la Ràdio de Colònia amb Franz Marszalek.
Traduccions

A més de la seva obra compositiva, també va treballar com a traductor d'òperes italianes (per exemple, Il trovatore de Giuseppe Verdi i Don Pasquale de Gaetano Donizetti).